# Запускалов, Иван Семёнович
Иван Семёнович Запускалов (2 сентября 1912 год, с. Степное — 16 мая 1991 год, пос. Петропавловский, Верхнеуральский район, Челябинская область) — комбайнёр зернового совхоза «Петропавловский» Министерства совхозов СССР, Верхнеуральский район Челябинской области. Герой Социалистического Труда (1952).

## Биография
Родился в 1912 году в крестьянской семье в селе Степное (сегодня — Троицкий район).
В 1929 году участвовал в организации колхоза в родном селе. В 1934 году окончил школу механизации сельского хозяйства в Верхнеуральске, после чего работал трактористом, комбайнёром в совхозе «Петропавловский» Верхнеуральского района.
В 1951 году намолотил 8243 центнера зерновых на 35 дней. Указом Президиума Верховного Совета СССР от 12 июня 1952 года удостоен звания Героя Социалистического Труда с вручением ордена Ленина и золотой медали «Серп и Молот».
С 1957 по 1959 года — заместитель директора совхоза «Петропавловский» Верхнеуральского района и с 1959 по 1972 год — механизатор, мастер производственного обучения трактористов в том же совхозе.
После выхода на пенсию проживал в посёлке Петропавловский Верхнеуральского района, где скончался в 1991 году. Похоронен на поселковом кладбище Петропавловского.

## Награды
- Герой Социалистического Труда — указом Президиума Верховного Совета СССР от 12 июня 1952 года
- Орден Ленина